# Community College (MBTA-Station)
Community College ist der Name einer U-Bahn-Station der Massachusetts Bay Transportation Authority (MBTA) im Bostoner Stadtteil Charlestown im Bundesstaat Massachusetts der Vereinigten Staaten. Die Station wurde nach dem nahegelegenen Bunker Hill Community College benannt und bietet Zugang zur Orange Line.

## Bahnanlagen

### Gleis-, Signal- und Sicherungsanlagen
Die Station verfügt über drei Gleise, die über zwei Mittelbahnsteige zugänglich sind.

### Gebäude
Die Station befindet sich an der Austin Street unterhalb der Zufahrtsrampen zur Interstate 93 nördlich der Anbindung an die Central Artery über die Leonard P. Zakim Bunker Hill Memorial Bridge. Der gesamte U-Bahnhof ist barrierefrei zugänglich.

## Umfeld
An der Station gibt es – anders als bei den meisten anderen Stationen der Orange Line – keine Anschlussverbindung an Buslinien der MBTA.